# مطار زوار
مطار زوار (إيكاو: FTTR) هو مطار للاستخدام العام يقع بالقرب من زوار في مقاطعة تيبستي في تشاد.

## روابط خارجية
- سجل مطار زوار نسخة محفوظة 23 يونيو 2015 على موقع واي باك مشين. على موقع Landings.com